# فيجو مورتينسين

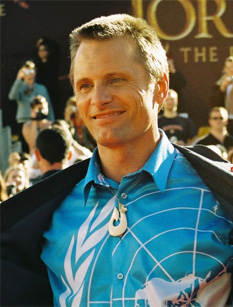
فيجو مورتينسين

فيجو بيتر مورتنسن جونيور (20 أكتوبر 1958 - ) ممثل أمريكي ومؤلف وموسيقي ومصور وشاعر ورسام. ولد في نيويورك لأب دنماركي وأم أمريكية ، وعاش في الأرجنتين خلال طفولته. حصل على العديد من الجوائز بما في ذلك جائزة نقابة ممثلي الشاشة وتم ترشيحه لثلاث جوائز أوسكار وثلاث جوائز من الأكاديمية البريطانية للأفلام وأربع جوائز غولدن غلوب.
ظهر مورتنسن لأول مرة في في دور صغير في فيلم من إخراج بيتر وير عام 1985 وكان بعنوان الشاهد وهو بطولة هاريسون فورد، واستمر في الظهور في العديد من الأفلام البارزة مثل : العداء الهندي [الإنجليزية] (1991)، طريقة كارليتو (1993)، المد والجزر القرمزي (1995)، دايلايت (1996)، صورة سيدة (1996)، جي آي جين (1997)، مريض نفسي (1998)، جريمة قتل مثالية (1998)، نزهة على القمر [الإنجليزية] (1999)، 28 يوما (2000).
بعيدًا عن التمثيل ، تشمل الأنشطة الفنية الأخرى لمورتنسن الفنون الجميلة والتصوير والشعر والموسيقى. في عام 2002 ، أسس مطبعة بيرسيفال لنشر أعمال الفنانين والمؤلفين غير المعروفين.

## حياته
ولد ڤيجو في نيويورك لأب دنماركى وأم أمريكية، أمضى فترة طفولته المبكرة في مانهاتن. تنقلت عائلته بعد ذلك في العديد من مناطق العالم، فقد أمضى ڤيجو عدة سنوات في ڤينزويلا، والأرجنتين، والدنمارك. بدأ حياته التمثيلية في نيويورك بالدراسة مع وارين روبيرتسون (Warren Robertson). ظهر في العديد من المسرحيات والأفلام، وأخيرا انتقل للعيش إلى لوس أنجلوس حيث أدى دوره في نزعة (Bent) على مسرح الساحل (Coast Playhouse) حصل فيه على جائزة النقاد للنص الدرامى (Drama-logue Critic'sAward). بالنسبة لحياته فهو ليس ممثلاً فقط، بل شاعر بارع، مصور ورسام. وأثناء الثلاثية كان يعكف على الانتهاء من كتابه الشعري الثالث ومعرضه للصور واللوحات المرسومة كان في مارس 2002 م في معرض المسار 16 (Track 16 Gallery) بلوس أنجلوس، كذلك عقد في مؤسسة ديست (Deste) للفن المعاصر بأثينا. كانت معارضة قد تم افتتاحها في 11 يوليو 2002 م في معرض روبرت مان (RobertMannGallery) بنيويورك.

## أشهر أفلامه
من أفضل افلامه فيلم (The lord of the rings)واشتهر بدور ارجون ابن ارثون وريث ايسلدور وعرش جندور وقد شارك في اجزائة الثلاثة(The fellowship of the ring)و(The Two Tower)و(The return of the king)وقد تميز دورة بقدرتة على التألق بالقتال بالسيف ومهارات أخرى وهو كان يحب اروين وكانت فتاة من الجن وهو كان فانى.
اما عن فلمة هيدالجو فقد تميز بدور الكوبوي أو عرف بالفتى الأزرق

## جوائزه

### الترشيحاتلجائزة الأوسكار
1. تم ترشيح فيجو مورتينسن عام 2008.
2. أفضل ممثل رئيسى عام 2008 عن فيلم وعود شرقية.
3. تم ترشيح فيجو مورتينسن عام[2019] أفضل ممثل رئيسى عن فيلم كتاب اخضر

### الترشيحاتلجائزة الجولدن جلوب
1. أفضل ممثل رئيسى عام 2008 عن فيلم وعود شرقية.

## روابط خارجية
- فيجو مورتينسين على موقع IMDb (الإنجليزية)
- فيجو مورتينسين على موقع ميتاكريتيك (الإنجليزية)
- فيجو مورتينسين على موقع روتن توميتوز (الإنجليزية)
- فيجو مورتينسين على موقع مونزينجر (الألمانية)
- فيجو مورتينسين على موقع ألو سيني (الفرنسية)
- فيجو مورتينسين على موقع ميوزك برينز (الإنجليزية)
- فيجو مورتينسين على موقع تيرنر كلاسيك موفيز (الإنجليزية)
- فيجو مورتينسين على موقع أول موفي (الإنجليزية)
- فيجو مورتينسين على موقع بوكس أوفيس موجو (الإنجليزية)
- فيجو مورتينسين على موقع قاعدة بيانات الأفلام السويدية (السويدية)